# Paul Kind (Radsportler)
Paul Kind (* 8. Februar 1950) ist ein ehemaliger liechtensteinischer Radsportler und Teilnehmer der Olympischen Spiele.

## Biografie
Mit dreizehn Jahren begann er mit dem Radsport, zunächst noch als Tourenfahrer. Kind, der dem VC Ruggell angehört, galt als Spezialist für Kriterien. Im Laufe seiner Karriere gelangen ihm mehr als 40 Siege. Paul Kind gewann 1971 die Schellenberg-Rundfahrt und nahm an den Olympischen Sommerspielen 1972 in München am Straßenrennen teil, wobei er im Rennen ausschied.
Von 2013 bis 2025 war Kind Präsident des Liechtensteiner Radfahrerverbands.